# 교황 인노첸시오 10세
교황 인노첸시오 10세(라틴어: Innocentius PP. X, 이탈리아어: Papa Innocenzo X)는 제236대 교황(재위: 1644년 9월 15일 - 1655년 1월 7일)이다. 본명은 조반니 바티스타 팜필리(이탈리아어: Giovanni Battista Pamphili)이다.

## 생애

### 생애 초기
조반니 바티스타 팜필리는 1574년 5월 5일 로마에서 카밀로 팜필리의 아들로 태어났다. 그의 가문 팜필리 가문은 원래 구비오에서 유래했으며, 교황 알렉산데르 6세의 직계 후손이다.
1594년 로마 대학교를 졸업한 그는 전형적인 엘리트 코스를 밟았다. 1601년 그는 추기경회의 법률가로 근무한 그는 1604년 숙부 지롤라모 팜필리의 뒤를 이어 교회의 항소심 재판부인 교황청 공소원의 감사관이 됐다. 또한 그는 소위 내법정인 교황청 내사원의 교회법학자가 됐다.
1623년 교황 그레고리오 15세는 그를 나폴리 왕국 주재 교황 대사로 보냈다. 1625년 교황 우르바노 8세는 그를 프랑스 주재 교황 대사로 임명된 자신의 조카 프란체스코 바르베리니와 함께 보냈다. 1626년 1월 팜필리는 안티오키아 라틴 총대주교에 임명됐다.
그간의 공로를 인정받은 조반니 바티스타는 1626년 5월에 스페인 주재 교황 대사에 임명됐다. 이때 스페인 궁정과 친분을 맺었는데, 이 때의 인연은 평생 이어졌으며 훗날 그가 1644년 콘클라베에서 교황으로 선출되는 데에도 큰 도움이 됐다.

## 재위기간

### 교황 선출
교황 우르바노 8세의 후임자를 선출하기 위해 소집된 1644년 콘클라베는 8월 9일부터 9월 15일까지 오랜 기간에 걸쳐 진행되었다. 우르바노 8세의 조카들이 이끈 프랑스파는 프랑스 정계의 실력자인 쥘 마자랭 추기경의 적대자였던 스페인파가 내세운 후보에 반대했다. 그들은 줄리오 체사레 사케티 추기경을 후보로 내세웠으나 그에 대한 충분한 지지를 받지 못했다. 그래서 차선책으로 스페인 주재 대사를 지낸 경력이 있는 팜필리 추기경을 선출하기로 한 타협안에 동의했다. 한편 마자랭 추기경은 콘클라베에 늦게 도착하는 바람에 교황 선거에 참여하지 못했다.

### 프랑스와의 관계
72세의 나이에 교황으로 선출된 인노첸시오 10세는 즉위하자마자 공적 자금 횡령 혐의로 바르베리니 가문에 대한 법적 조치에 나섰다. 프란체스코 바르베리니와 안토니오 바르베리니, 타데오 바르베리니는 파리로 도망가 마자랭 추기경의 보호에 의탁했다. 인노첸시오 10세는 그들의 재산을 몰수하고 1646년 2월 19일 교황의 허락 없이 교황령을 6개월 이상 떠난 추기경들은 모두 성직록과 콘클라베 참여 자격을 박탈한다는 내용의 교황 칙서를 반포했다. 프랑스 의회는 교황의 법령이 자국 내에서는 효력이 없다는 선언을 했지만, 인노첸시오 10세는 마자랭이 이탈리아에 군대를 파병할 준비를 하기 전까지 전혀 물러서지 않았다. 하지만 이후 프랑스에 대한 교황의 입장이 기존의 입장에서 보다 누그러워졌으며, 타데오 바르베리니의 아들 마페오 바르베리니가 인노첸시오 10세의 조카인 올림피아 주스티니아니와 혼인하면서 바르베리니 가문과의 관계도 정상화되었다.
1653년 인노첸시오 10세는 교황 칙서 《기회에》(Cum occasione)를 반포하여 코르넬리우스 얀센의 교설 5개 조항이 루터주의와 유사한 이단이라고 규정하고 단죄했다.

### 파르마와의 관계
교황 우르바노 8세가 선종한 원인은 파르마 공작 오도아르도 파르네세와 치른 카스트로 전쟁의 결과에 대한 화병으로 인한 것이라고 전해진다. 교황청과 파르마 공국 사이의 교전은 1649년에 재개되었으며, 교황군은 1649년 9월 2일 카스트로 시를 점거했다.
인노첸시오 10세는 1648년 《하느님의 집에 대한 열정으로》(Zelo Domus Dei) 대칙서로 베스트팔렌 조약이 교회법에 위배된다는 뜻을 교황 대사 파비오 키지의 항의를 재확인했다. 그러나 유럽의 군주들은 교황의 항의를 무시했다.

### 잉글랜드 내전
잉글랜드와 아일랜드의 잉글랜드 내전(1642-1649) 때 인노첸시오 10세는 마자랭 추기경과 잉글랜드의 왕비를 지냈으며 당시 프랑스에 망명한 앙리에타 마리의 반대에도 불구하고 아일랜드 맹방의 독립을 강력히 지지했다. 교황은 아일랜드에 페르모 대교구장 조반니 바티스타 리누치니 대주교를 특별 대사로 보냈다. 리누치니는 2만 파운드의 화약을 포함한 군수물자와 많은 액수의 군자금과 함께 킬케니에 도착했다. 리누치니는 아일랜드를 가톨릭 군주가 다스리는 독립국으로 하자는 찰스 1세와 잉글랜드 내전의 왕당파들과의 협상에 응하지 않는 등 아일랜드 맹방의 전략 정책에 영향을 끼치려고 했다.
킬케니에서 리누치니는 라틴어로 연설을 했는데, 자신이 이곳에 온 이유는 왕정을 지속시키기 위함이지만, 무엇보다도 아일랜드의 가톨릭 신자들의 자유와 가톨릭교회의 법적 지위, 성당과 교회 재산 회복을 확보함으로써 그들을 고통과 핍박으로부터 구하는 것이라고 말하여 큰 호응을 얻었다. 하지만 결국 올리버 크롬웰이 아일랜드를 탈환하면서 리누치니는 4년 동안의 허송세월 끝에 1649년 로마로 돌아가게 되었다.

## 말년과 죽음
인노첸시오 10세는 열심하고 온건한 인물이었으나 족벌주의에는 현명하지 못하였다. 특히 인노첸시오 10세의 죽은 형 팜필리오 팜필리의 아내인 올림피아 마이달키니는 인노첸시오 10세를 이용하여 부와 권력을 마음껏 휘둘러 교황의 명예에 큰 손상을 입혔다. 그렇지만 인노첸시오 10세는 그녀가 형과 사별한 이후에도 재혼하지 않은 점 때문에 그녀를 높이 평가했다. 1648년 베네치아 대사는 다음과 같이 보고했다. “그녀는 신중한 자산가이다. 교황의 형수라는 자신의 위치가 어느 정도의 위치인지를 잘 알고 있으며, 교황 성하로부터 존경과 보살핌을 받는 것을 즐기고 있다. 그녀는 교황 성하께 큰 영향력을 행사하고 있다.”
인노첸시오 10세는 교황으로 즉위하자마자 죽은 형과 올림피아의 아들이자 자신의 조카인 카밀로를 추기경에 서임했다. 동시에 그는 교황청 국무원장 조반니 자코모 판키롤리 추기경의 권한 몇 가지를 자신의 조카딸 마리아 플라미니아와 코스탄차와 혼인했으며 군인으로 복무 중이었던 안드레아 주스티니아니와 니콜로 루도비시에게 넘겨주었다. 1645년 10월 7일 올림피아는 교황으로부터 산 마르티노 알 치미노라는 작은 마을과 함께 산 마르티노 여공이라는 직함을 받았다.
그 후 인노첸시오 10세는 이제 겨우 7살 된 올림피아의 조카 프란체스코 마이달키니를 추기경에 서임했다. 올림피아는 추기경이 된 어린 조카를 이용하려고 했지만 그가 너무 무능해서 인노첸시오 10세는 1650년에 그를 대체할 새 추기경을 구했다.
1650년 인노첸시오 10세는 성년을 기념했다. 그는 성 베드로 대성전의 바닥에 상감 장식을 하고 얕은 돋을새김을 달았으며, 베르니니의 피우미 분수, 팜필리 궁전, 캄피돌리오 언덕의 누오보 광장 등을 조성하도록 지시하는 등 로마를 아름답게 장식했다.
올림피아의 영향력은 인노첸시오 10세가 독일에서 파비오 키지(훗날의 교황 알렉산데르 7세)를 불러들여 그를 국무원장에 임명하고 그 후 1652년 2월 10일 추기경에 서임하면서 약화되었다.
1654년 8월 80세가 된 교황의 건강이 나빠지기 시작했다. 인노첸시오 10세의 임종을 지킨 예절지기 풀비오 세르반티오는 자신의 일지에 교황의 죽음과 장례, 매장에 대해서 다음과 같이 상세하게 기록했다.
12월 26일 저녁, 인노첸시오 10세의 상태가 급격히 악화되어 그의 가족들을 급히 불렀다. 교황의 죽음을 예상한 많은 추기경들이 콘클라베를 소집하기 전에 이미 로마에 모였다. 퀴리날레 궁전의 침상에 누운 인노첸시오 10세는 12월 28일에 종부성사를 받고 침상에 모인 39명의 추기경에게 자신의 당부를 남겼다. 국무원장 키지 추기경과 교황궁내원장 스코티 주교, 제의방지기 알티니 몬시뇰 등 많은 사람이 지켜보는 가운데 1655년 1월 6일 인노첸시오 10세가 선종했다.
스위스 근위대는 교황 궁무처장 안토니오 바르베리니 추기경을 퀴리날레 궁전까지 호위하여 필요한 절차를 하게 했으며, 메디치 추기경이 교황의 조카 세 명과 함께 퀴리날레 궁전의 다른 방에 머물렀다. 교황의 시신은 부검 후 방부처리했으며, 다음날 바티칸으로 옮겨져 시스티나 경당에 마련한 관대에 놓았다. 1월 8일 교황의 시신은 성 베드로 대성전으로 옮겨져 루도비시와 키지, 오모데오, 오토보니, 산타크로체, 알도브란디니, 비드만, 라지, 피오, 구알티에리 등의 추기경들과 예절지기 풀비오 세르반티오 등이 지켜보는 가운데 관 속에 들어갔다. 장례 미사는 1월 17일에 거행됐다. 인노첸시오 10세의 무덤은 1652년 생전에 그가 자신의 가족들이 거처한 팜필리 궁전 근처에 세운 산타네세 인 아고네 성당에 조성됐다. 한편 올림피아 마이달키니는 인노첸시오 10세 사후 자신의 영지인 산 마르티노 알 키미노로 물러나 1657년에 사망했다.